# Протокол за спречавање, сузбијање и кажњавање трговине људима, посебно женама и децом
Протокол за спречавање, сузбијање и кажњавање трговине људима, посебно женама и децом (који се такође назива Протокол о трговини људима или УН ТИП Протокол) је протокол уз Конвенцију Уједињених нација против транснационалног организованог криминала. Ово је један од три протокола из Палерма, а остали су Протокол против кријумчарења миграната копном, морем и ваздухом и Протокол против недозвољене производње и трговине ватреним оружјем .
Протокол је усвојила Генерална скупштина Уједињених нација 2000. године и ступио је на снагу 25. децембра 2003. године. Од новембра 2022. ратификовало га је 180 страна.
Канцеларија Уједињених нација за дрогу и криминал (УНОДЦ) је одговорна за спровођење протокола. Она нуди практичну помоћ државама у изради нацрта закона, креирању свеобухватних националних стратегија за борбу против трговине људима и пружању помоћи у ресурсима за њихово спровођење. У марту 2009. УНОДЦ је покренуо Кампању Плаво срце за борбу против трговине људима, за подизање свести и за подстицање укључивања и подстицање акције.
Протокол обавезује државе које су ратификовале да спречавају и сузбијају трговину људима, штите и помажу жртвама трговине људима и промовишу сарадњу међу државама у циљу испуњавања тих циљева.